# José Mauricio Casas Chico
José Mauricio Casas Chico (Rio de Janeiro, 9 d'octubre de 1971) és un exfutbolista hispanobrasiler, que ocupava la posició d'atacant. Va ser internacional espanyol en categories inferiors.

## Trajectòria
Comença a destacar a les files del Pontevedra CF. El 1990 fitxa pel CE Castelló, tot debutant a primera divisió, encara que eixe any només hi disputa 9 partits. El quadre valencià baixa a Segona Divisió, on el davanter els acompanya durant altres dues campanyes.